# Shawn Weatherly
Shawn Weatherly, de son nom complet Shawn Nichols Weatherly, née le 24 juillet 1959 à San Antonio au Texas, est une actrice américaine, qui fut couronnée Miss USA 1980 et Miss Univers 1980.
Elle est connue pour interpréter le rôle de Jill Riley, dans la série Alerte à Malibu.

## Biographie
Elle est la cadette d'une fratrie de deux enfants, née d'une mère ancienne mannequin de chez Christian Dior et d'un père qui était un membre de l'US Air Force basée à San Antonio.
Sa famille déménage pour Sumter en Caroline du Sud, où elle passe le reste de son enfance, fera ses études à l'université de Clemson en tant que majeure de soins infirmiers, Shawn a également été membre du Delta Delta Delta.

## Filmographie
| Année     | Titre                                 | Rôle                                  | Notes           |
| --------- | ------------------------------------- | ------------------------------------- | --------------- |
| 1983      | Shérif, fais-moi peur                 | Billie Ann Baxley                     | Série Télévisée |
| 1983      | L'Agence tous risques                 | La femme au volant au garage          | Série Télévisée |
| 1983      | Hooker                                | Claudia Cole                          | Série Télévisée |
| 1983      | Happy Days                            | Sissy                                 | Série Télévisée |
| 1984      | Cannonball Run II                     | La fille dans le lit avec Jamie Blake |                 |
| 1986      | Police Academy 3                      | Cadet Karen Adams                     |                 |
| 1987      | Still the Beaver                      | Christine                             | Série Télévisée |
| 1987      | Matlock                               | Debra O'Keefe                         | Série Télévisée |
| 1987-1988 | J.J. Starbuck                         | Jill Starbuck                         | Série Télévisée |
| 1988      | Party Line (en)                       | Stacy                                 |                 |
| 1989      | Le psychopathe                        | Rita Lund                             |                 |
| 1990      | Shadowzone                            | Dr. Kidwell                           |                 |
| 1990      | Que le meilleur gagne                 | Petra Christopher                     |                 |
| 1989-1990 | Alerte à Malibu                       | Jill Riley                            | Série Télévisée |
| 1992      | Amityville 1993 : Votre heure a sonné | Andrea Livingston                     | Film            |
| 1998      | Dancer, Texas, le rêve de la ville    | Sue Ann                               |                 |
| 1998      | Le Héros de la patrouille             | Mme Bozell                            | Téléfilm        |
| 1999      | Five Aces                             | Jackie                                |                 |
| 1999      | Chicago Hope                          | Carol Derricks                        | Série Télévisée |
| 2014      | Love in the Time of Monsters          | Marianna                              |                 |